# Ittlingen
Ittlingen település Németországban, azon belül Baden-Württembergben. Lakosainak száma 2641 fő (2023. december 31.). Ittlingen Eppingen és Kirchardt községekkel határos.

## Népesség
A település népessége az elmúlt években az alábbi módon változott:
| Lakosok száma | 1612 | 1640 | 1688 | 1689 | 1768 | 2036 | 2355 | 2422 | 2410 | 2641 |
|               | 1961 | 1967 | 1974 | 1980 | 1987 | 1993 | 2000 | 2006 | 2013 | 2023 |